# Hsinchu-Nordbezirk
Hsinchu-Nordbezirk (chinesisch 新竹市北區, Pinyin Xīnzhú shì Běiqū, taiwanisch: Sin-tek-chhī Pak-khu) ist ein Bezirk der Stadt Hsinchu in der Republik China (Taiwan). Der Bezirk ist Sitz der Stadtregierung und des Stadtrats.

## Lage und Beschreibung
Der Hsinchu-Nordbezirk umfasst den Norden der Stadt Hsinchu. Er hat die ungefähre Form eines von Nordwest nach Nordost ausgerichteten Rechtecks, mit einem kleinen Ausläufer am südöstlichen Zipfel. Mit seinen Nachbarbezirken Xiangshan im Südwesten und Hsinchu-Ost im Südosten bildet er die Stadt Hsinchu. Im Norden grenzt der Bezirk an den Fluss Touqian (頭前溪) und die Stadt Zhubei des Landkreises Hsinchu, im Westen an die Taiwanstraße.

## Geschichte

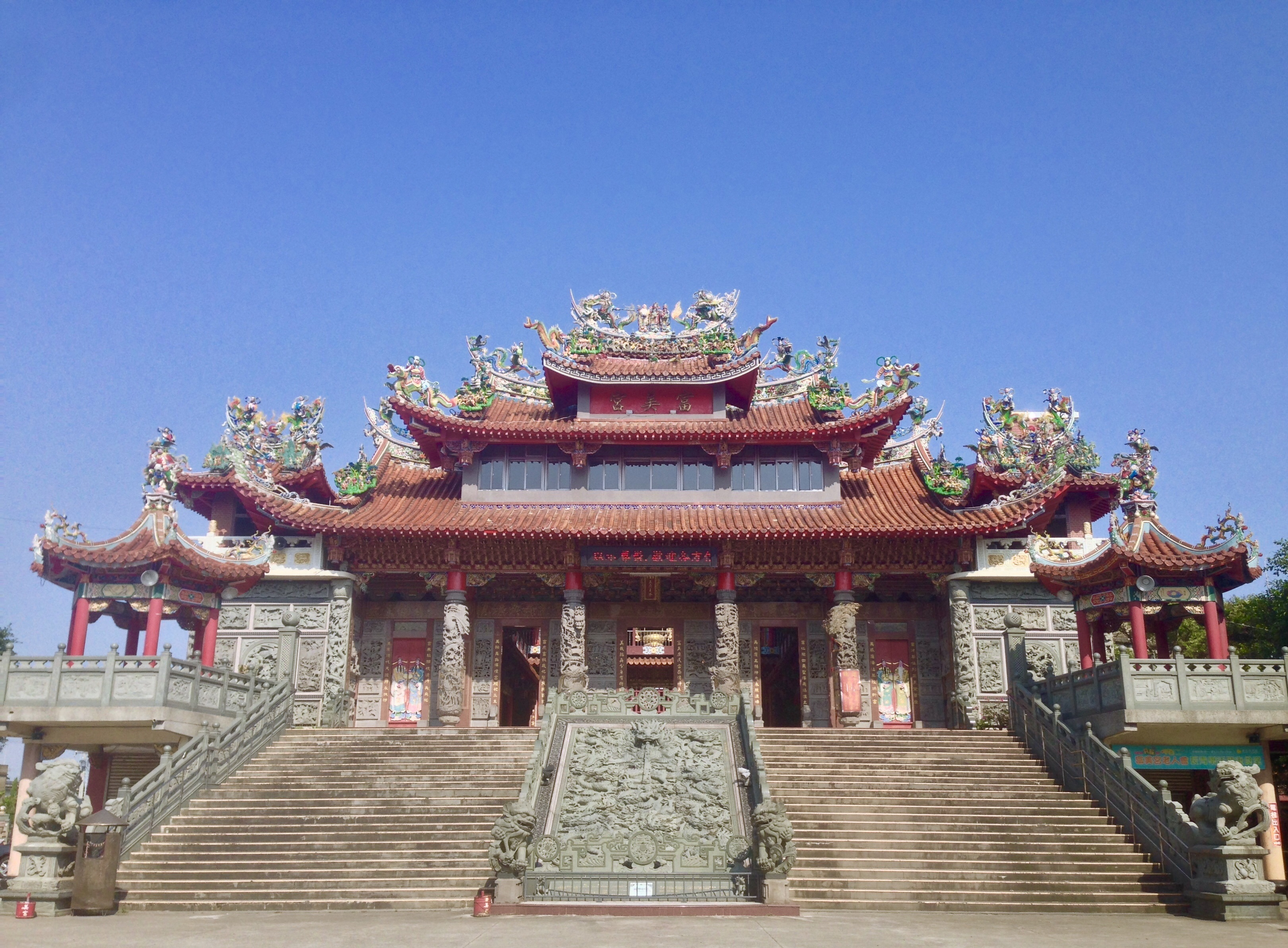
Der Fumei Gong in Nanliao

Ursprünglich bewohnten taiwanische Ureinwohner vom Volk der Taokas das Gebiet des heutigen Hsinchu. Ab Anfang des 18. Jahrhunderts wanderten chinesische Siedler ein und nannten das Gebiet Zhuqian (竹塹, taiwanisch: Tek-chhàm).
Zur Zeit der japanischen Herrschaft über Taiwan wurde der Ort im Jahr 1930 in Hsinchu umbenannt. 1936 errichteten die Japaner auf dem Gebiet des heutigen Nordbezrks einen Militärflugplatz, der bis heute als Hsinchu Air Base (新竹空軍基地) von den taiwanischen Luftstreitkräften genutzt wird.
Im Jahr 1990 wurden die Viertel im Norden der Stadt zum Nordbezirk zusammengefasst. Seitdem stieg die Einwohnerzahl von etwa 120.000 im Jahr 1991 auf über 150.000 im Jahr 2024.

## Verkehr und Wirtschaft
Der Bezirk wird parallel zur Küste von der Provinzstraße 15 und im Osten von der Provinzstraße 1 jeweils von Nord nach Süd durchquert. Parallel zum Nordrand des Bezirks verläuft die Provinz-Schnellstraße 68 von West nach Ost. Daneben ist die Zhongzheng Road von Bedeutung, die ebenfalls von West nach Ost führt und den Ort mit dem Ostbezirk verbindet. Im Bezirk verkehren mehrere Buslinien.
In früheren Zeiten war im Nordbezirk besonders die Fischerei im Viertel Nanliao mit seinem Hafen von Bedeutung. Heute ist das Gebiet vor allem von Wohnvierteln und kleinen und mittleren Unternehmen geprägt.

## Kultur und Sehenswürdigkeiten

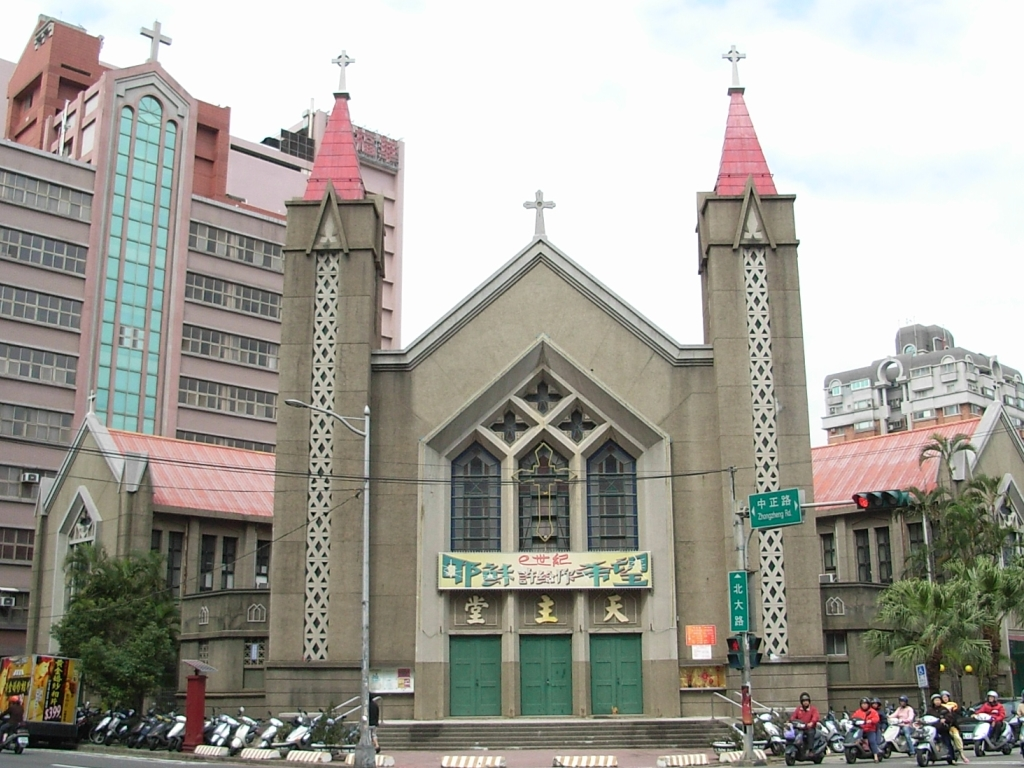
Die Kathedrale Reines Herz Mariä

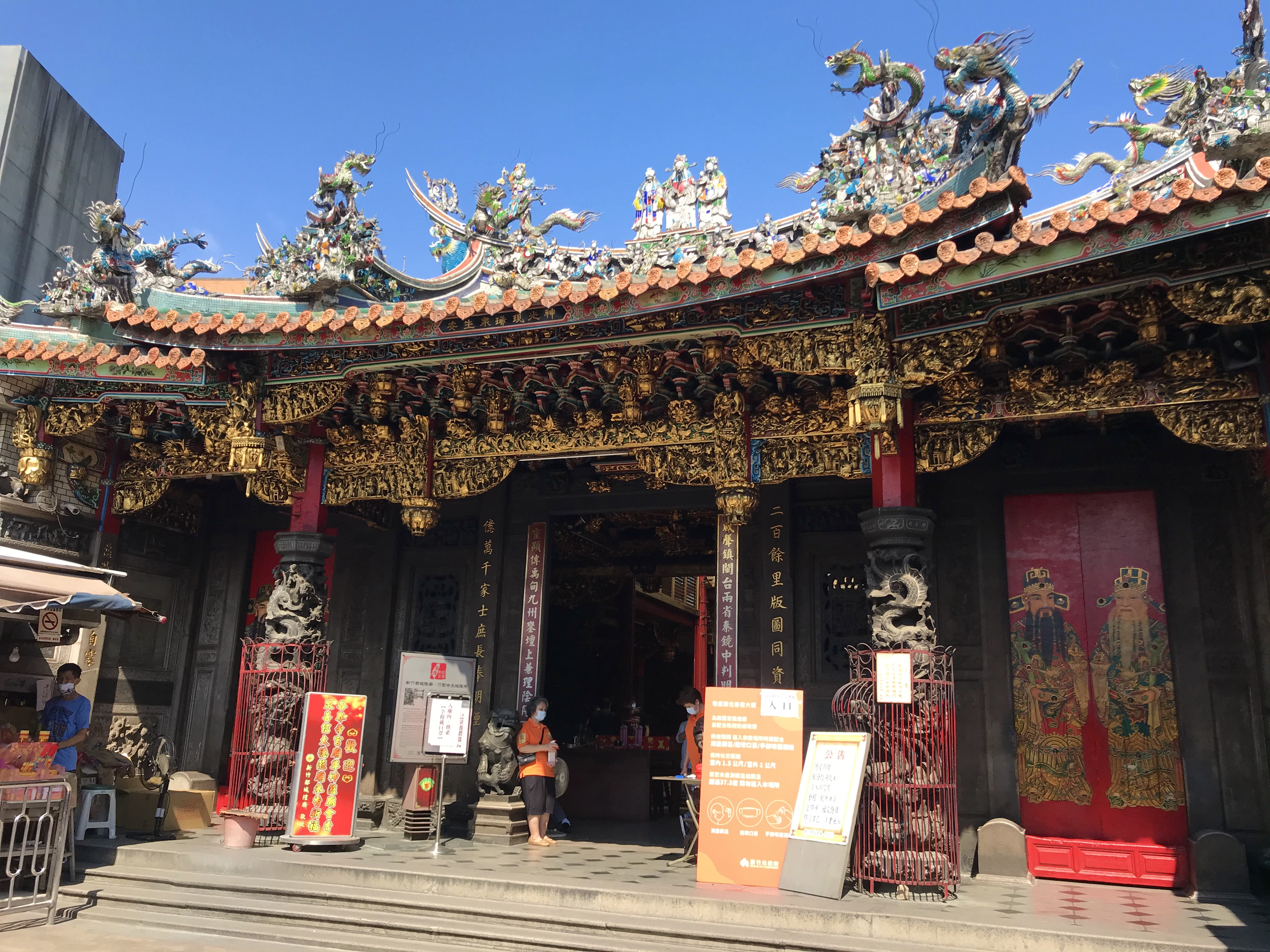
Der Stadtgott-Tempel

Hsinchu-Nordbezirk ist der Sitz des Bistums Hsinchu seiner Bischofskirche Reines Herz Mariä (聖母聖心主教座堂) in der Zhongzheng Road. Sie wurde 1957 geweiht und bietet etwa 1000 Besuchern Platz.
Zudem gibt es im Bezirk einige daoistische und buddhistische Tempel, darunter das Heiligtum des Stadtgottes Xinzhu Du Chenghuang Miao (新竹都城隍廟), dessen Anfänge ins Jahr 1747 zurückreichen. Im nordwestlichen Viertel Nanliao liegt der Xinzhuqian’gang Fumei Gong (新竹塹港富美宮) aus dem Jahr 1797, der ein Ableger eines gleichnamigen Tempels in Quanzhou (China) ist und in dem die San Fu Qiansui, eine Gruppe daoistischer Gottheiten verehrt werden.
Unweit dieses Tempels befindet sich an der Mündung des Touqian-Flusses der Fischerhafen Hsinchus (新竹漁港, auch Nanliao-Hafen genannt), den es seit der Zeit der ersten Siedler gibt. Der Hafen wurde im Lauf der Jahrhunderte mehrfach erweitert, umgebaut und modernisiert und umfasst seit 2021 einen Tourismusbereich. Hier gibt es frischen Fisch, besonders berühmt ist Nanliao für seine Tintenfische.
Die größte Sportstätte des Bezirks ist das Hsinchu-Baseballstadion (新竹市立棒球場) mit 15.000 Plätzen.